# التهاب الفم القلاعي

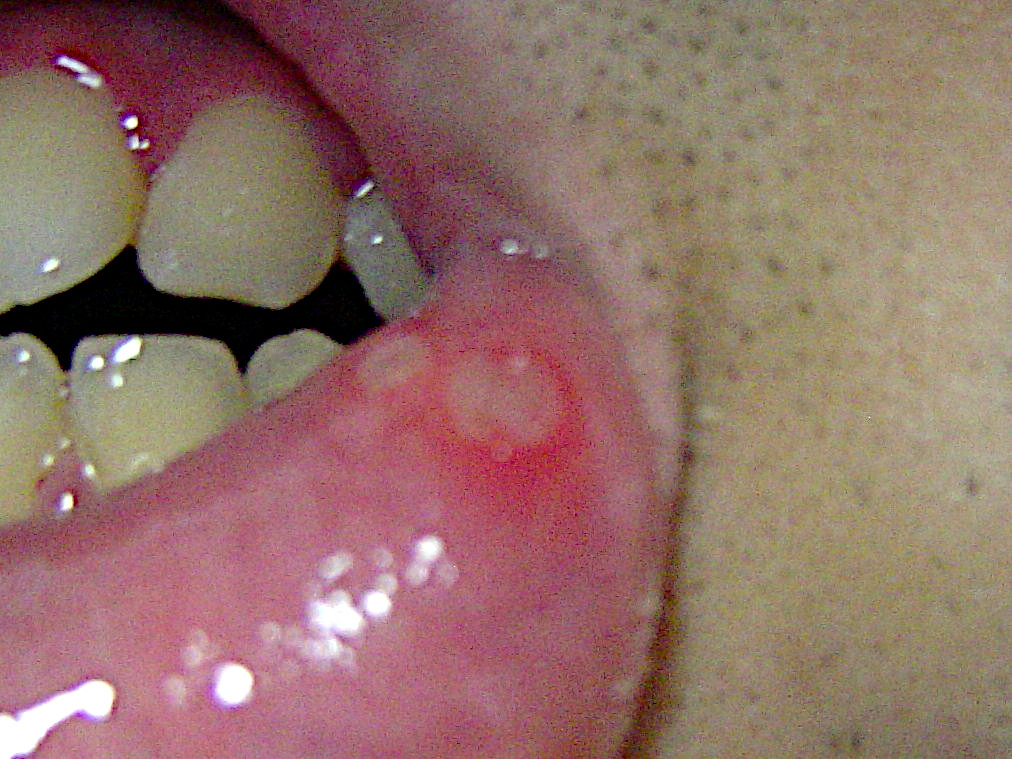
قرحة الفم وتظهر هنا بالشفة السفلى

قرحة فموية هي تقرحات تظهر داخل الفم أو في منطقة أعلى الحنجرة، بسبب تقطع في الاغشية المخاطية الفموية وقابلية المريض لحدوثها ولها عدة أنواع وأسباب.
من الأمراض التي تنتشر في فصل الشتاء بصورة واسعة، وتتمثل في ظهور بثور حمراء في الشفتين والأنف وحول الفم، وأيضاً على الذقن، وفي بعض الحالات تظهر على الخدين.

تعتبر «القرحة الفموية» أو «قرحة البرد» من الأمراض المعدية التي يسببها فيروس الهربس البسيط، وهذا الفيروس له القدرة على الانتقال من شخص مصاب إلى شخص سليم عن طريق الملامسة والاحتكاك المباشر مع الجلد المصاب بهذا الفيروس، ومن خلال القبلات بين الأشخاص كنوع من التحية.

## انتقال العدوى
من السهل أن تنتقل العدوى عن طريق التقبيل، أو التعرض لإفرازات اللعاب من الشخص المصاب عن طريق الرذاذ الناتج من العطس أو السعال أو البصق، وعن طريق استعمال الأدوات الشخصية للشخص المصاب.
تشير بعض الإحصائيات إلى أن أكثر من نصف السكان في جميع أنحاء العالم يصابون بعدوى «قرحة البرد» عن طريق فيروس الهربس البسيط.
أكد المختصون أن هناك نوعين من مرض «قرحة البرد»؛ الأول يسمى الهربس الفموي لأنه يصيب الفم وما حوله، والثاني يسمى الهربس التناسلي ويهاجم الأعضاء التناسلية في جسم المصاب.
تظهر هذه الحالة المرضية على بعض الأشخاص ولا تظهر على حالات أخرى رغم الإصابة بالفيروس المسبب لقرحة البرد، وذلك نتيجة أن فيروس الهربس يظل خامد فترات طويلة داخل الجسم إلى أن تأتي عوامل تساعد على تحفيزه وتنشيطه، فهذا الفيروس له القدرة على الاختباء داخل أعصاب المريض.
من العوامل التي تسبب نشاط فيروس الهربس وتحفزه على الخروج من حالة الخمول مسبباً الإصابة بمرض قرحة البرد:
- حالات التوتر المستمرة التي تصيب بعض الأشخاص.[5]
- الإجهاد الزائد للجسم.
- أشعة الشمس قد تسبب هياجاً لهذا الفيروس وتجعله نشيطاً.
- الإصابة بارتفاع درجات الحرارة والحمى.
- عند السيدات تعتبر الدورة الشهرية منشطاً ومثيراً لفيروس الهربس.

قد يصيب الهربس الفموي بعض الأشخاص ثلاث مرات في العام، وقد يصل الأمر لدى بعض الحالات الأخرى إلى المعاناة من هذا المرض بصفة شهرية ودورية، ما ينتج عنه حالة من الانزعاج والقلق والإحباط، فتزيد هذه الحالة المرضية نتيجة ارتباطها بالحالة النفسية أيضاً للشخص المصاب.

## الفئات العمرية المعرضة للإصابة
تفيد الأبحاث أن مرض «قرحة البرد الفموية» غالباً ما يصيب الأشخاص في مرحلة الطفولة ومرحلة المراهقة والشباب، ثم يستمر هذا المرض بشكل متكرر مدى الحياة.
يمر الهربس الفموي بمرحلة خمول وخمود وعدم ظهور الأعراض لفترات، ثم تظهر هذه البثور الحمراء المليئة بالسوائل مرة أخرى.
عندما تعود هذه القرح للظهور تكون في الأماكن والمناطق نفسها التي ظهرت فيها من قبل وذلك في كل مرة تظهر فيها.
فترة اختفاء المرض وأعراضه تختلف من حالة إلى أخرى، حسب قوة جهاز المناعة وتصديه لهذا الفيروس، وحسب الحالة المزاجية والنفسية للحالة.
قد يكون هناك دور للتغييرات الهرمونية في مرحلة البلوغ، حيث يمكن أن تعمل على تنشيط هذا الفيروس وتحفيزه على العمل والتكاثر.
هذا الاستمرار في المرض لدى الأشخاص المصابين بهذا الفيروس يرجع إلى أنه حتى الآن لا يوجد علاج ناجع لهذه القرح، ولم يتم إنتاج دواء يستطيع التخلص والقضاء على فيروس الهربس البسيط.
الأدوية التي تتوافر دورها هو التخفيف من أعراض هذا المرض.
العلاج يساعد على تقصير فترة ظهور هذه القرح والبثور، وأيضاً هناك أدوية تساعد على القضاء على هذه الأعراض في كثير من الحالات المصابة، وفي بعض الحالات يمكن أن تشفى «قرح البرد» وتلتئم خلال ستة عشر يوماً باستخدام بعض الوسائل والطرق الطبيعية في علاجها والتخلص منها، وهذه العلاجات الطبيعية والوصفات كثيرة ومتنوعة.

## العامل الوراثي في الإصابة
بينت دراسة حديثة أن هناك بعض العوامل الوراثية التي لها دور كبير في الإصابة بمرض «قرحة البرد»، حيث توصلت الدراسة إلى وجود بعض الجينات المسؤولة عن الإصابة بهذا المرض، وحددت أن هناك ست جينات مسؤولة عن التسبب في «قرحة البرد» يشترك فيها الأشخاص المصابون بهذا المرض.
توجد ثلاث جينات متوارثة من جيل إلى آخر، وهذه الجينات لها ارتباط وثيق بحدوث إعادة إنتاج فيروس الهربس لنفسه داخل الخلايا، وبالتالي ظهور مرض «قرحة البرد».
من الأسباب الأخرى إصابة الجهاز التنفسي بالالتهابات، وفي حالة التعرض للهواء البارد، وحالات الإجهاد العاطفي والجسدي.
المصابون بهذا المرض يتماثلون للشفاء في غضون 12 يوماً بعد ظهور الأعراض.

## تكاثر الفيروس
أما عن طريقة إصابة فيروس «قرحة البرد» للمصاب وإحداث الضرر، يقول الأطباء إن ظهور قرح وبثور البرد يحدث نتيجة الأضرار التي يسببها فيروس الهربس في الجلد، ونتيجة قيام هذا الفيروس بالتكاثر الكبير داخل الخلايا المصابة، ومن ثم تبدأ منطقة الجلد التي يتكاثر فيها بالاحمرار.
يسبب أيضاً حالة من الحكة والألم البسيط للمصاب، وهذا دليل على أن الفيروس نشط ويتكاثر وينتشر.
في فترة ظهور التقرحات والبثور يكون هذا الشخص في أكثر أوقات العدوى، وبخاصة إذا انفجرت بعض هذه البثور، ويظل الشخص معدياً إلى أن يشفى تماماً من هذه الحالة ويعود الجلد إلى طبيعته.
يمكن أن تكون هناك بعض الحالات الإصابة بهذا الفيروس التي لا تظهر عليها هذه التقرحات أو البثور، وهؤلاء ينقلون المرض والفيروس عن طريق اللعاب، حيث يسهل انتقال الفيروس من خلال سوائل الجسم.
في حالة إصابة الأطفال بمرض «قرحة البرد»، فإنه يسبب قروحاً وبثوراً حول الفم، ويسبب بعض الألم للطفل، وتظهر وتختفي.
في حالة إصابة المواليد الجدد يصبح الأمر أكثر خطورة، وكذلك لدى الأطفال ضعاف المناعة.
كان من الأخطاء الشائعة أن مرض «قرحة البرد» ينتج من الإصابة بأمراض البرد، ولكن الدراسات أوضحت أن السبب هو الإصابة بالعدوى عن طريق فيروس الهربس البسيط.

## التقرحات الفموية القلاعية
تقرحات فموية ناكسة تتواجد في الأغشية المخاطية ولا تترافق بأعراض أخرى.
الأسباب
هناك عدة عوامل قد تكون سبباً في التقرحات الفموية ومنها
1. عوامل وراثية
2. عوامل دموية مثل عوز الحديد، عوز فيتامين ب12, عوز حمض الفوليك، قلة العدلات الدورية.
3. عوامل مناعية
4. عوامل هرمونية كالتغيرات الهرمونية أثناء الحيض، أو الحمل.
5. حساسية تجاه طعام ما.
6. الضغط النفسي
7. التوقف عن التدخين
8. الرض الديناميكي أي عض اللسان أو الخد أثناء الطعام......الخ
9. متلازمة بهجت
10. الأمراض الهضمية
الأعراض السريرية
1. العمر: تظهر هذه التقرحات في العقد الثاني من العمر، مع إمكانية الإصابة بها أثناء الطفولة.
2. الجنس: تصيب النساء بنسبة أكبر من إصابتها للرجال
3. الأنواع: التقرحات الفموية الصغيرة، والتقرحات الكبيرة المعقدة، والتقرحات الحلائية الشكل.

## التقرحات القلاعية الصغيرة
من أهم ما قد يحس به المريض قيل ظهور التقرح هو إحساس بالحرقان أو الوخزة قبل التقرح بفترة 2-48 ساعة.
نتوء أبيض اللون محاط بهالة حمراء محددة الحواف غالباً ما يكون هذا وصف القرحة الصغيرة، يزداد حجمها في الساعات ال48 الأولى.
قد يصل عدد التقرحات الصغيرة في الفم إلى 6 تقرحات، غالباً ما تظهر فوق الأغشية المخاطية غير المتقرنة، سطحية، يقل حجمها عن ال10 مم، مستديرة أو بيضوية الشكل، مؤلمة في أغلب الأحيان.
تتم عملية الشفاء بفترة من 7 إلى 14 يوم، كما وأن نسبة النكس غير معروفة بشكل دقيق وقد يتكرر لعدة مرات في السنة.

## التقرحات الكبيرة المعقدة
تمر التقرحات الكبيرة المعقدة بنفس مراحل التقرحات الصغيرة الأولية، على أية حال فإن التقرح الكبير هو:
تقرح يكثر ظهوره على المناطق الفموية البلعومية وبشكل رئيسي على المخاطيات الحاملة للغدد، عميقة، يزداد حجمها عن ال10 مم، محاطة بهالة حمراء وحواف ظاهرة أو بارزة بسبب الانتباج، مؤلمة بشكل كبير، غالباً ما تترافق بحمى وانتباج ليفي تحت فكي، تشفى خلال شهر أو عدة أشهر تاركة ورائها ندبة.

## التقرحات الحلائية الشكل
و هي عبارة عن تقرحات صغيرة ظليلة متعددة متجمعة في مجموعات صغيرة ومنتشرة في غالب أغشية الفم المخاطية.
السيرة المرضية
أول ما يذكره المريض هو تكرار حدوثها في الفم، لكن هذا الوصف قد يوقع الطبيب المعالج بمشكلة أن الداء الحمامي والحلأ المعاود أو الناكس قد يسبب نفس الأعراض.
التشخيص السريري هو مهم أيضاً بلا شك ولابد من سؤال المريض إذا ما كان يعاني من أمراض أخرى جهازية، مناعية، نقص في الفيتامينات أو المعادن أو حمض الفوليك، أو إذا ما كان لديه حساسية تجاه طعام ما.

## التقرح الفموي الناكسة
هي تقرحات تظهر داخل الفم أو في منطقة أعلى الحنجرة، بسبب تقطع في الاغشية المخاطية الفموية، وهي التقرح الفموي الناكس الأكثر شيوعاً.
الأسباب
1. مناعي
2. هرموني
3. نفسي أي بسبب اضطرابات نفسية
4. أو مترافق باختلاط جهازي كأمراض الجهاز الهضمي، أمراض الدم.......

## مضاعفات الفيروس
من المضاعفات التي يمكن أن تسببها الإصابة بمرض «قرحة البرد» –حسب الأطباء- انتقال العدوى إلى بعض أجزاء الجسم الأخرى نتيجة ملامسة المكان المصاب بهذه القرح، ثم لمس أماكن أخرى مثل الأغشية المخاطية، أو في حالة حك العين باليد بعد لمس المكان المصاب بالبثور، وغالباً ما يكون بشكل عفوي من دون قصد.
بهذه الطريقة يمكن أن يصل المرض إلى الأعضاء التناسلية، وبالتالي يسبب الإصابة بالهربس الجلدي.
في حالة إصابة العين بهذا الفيروس يسمى الهربس البصري ويسبب التهابات العين، كما يصيب قرنية العين بالضرر البالغ، ويعد من أكثر أسباب إصابة بعض الحالات بالعمى، ولذلك ينصح المتخصصون في حالة إصابة هربس العين بالتوجه إلى الطبيب فوراً أو إلى المركز الطبي المختص، وذلك لاتخاذ التدابير اللازمة لتدراك تطور الحالة، وتناول الأدوية والعلاج المناسب لوقف حدوث أي نوع من التلف داخل العين.
يمكن أن يصيب الهربس الفموي الأصابع ويصبح هربس الأصابع المؤلم، وغالباً ما يصيب الأطفال الصغار نتيجة عادة مص الأصابع.
ينصح الأطباء بغسل اليدين جيداً وعدم لمس هذه القروح.
من المضاعفات الأخرى لهذا المرض حدوث حالات من الجفاف مع الشعور بالألم الحاد، وقد يصل في بعض الحالات إلى حدوث التهابات حادة في الجلد، وخصوصاً عند من يعانون الأمراض الجلدية مثل الإكزيما الكامنة.
قد يسبب هذا المرض عند الأطفال والأشخاص ضعاف المناعة عدوى في أجهزة الجسم الحيوية مثل المخ والكبد، ما قد يقود إلى حالات خطرة ومرض شديد يصل للوفاة في بعض الحالات.ءذ

## العلاج
1. المعاينة الكاملة للمريض وإزالة أية مرض جهازي محتمل.
2.الأدوية المستخدمة في الحالات المتوسطة هي المخدر الموضعي، والمنتجات التي تحتوي على البنزوكائينات.
3. الأدوية المستخدمة في الحات الشديدة هي الستيروئيات الموضعية أو المضامض المزودة بالتيتراسيكلين.
4. في الحالات الشديدة الألم يمكننا عندها حقن مادة الكورتيكوستيروئيد داخل القرحة.
5. الكي الكميائي بعصي نترات الفضة أو المادة السائلة منها

## الغذاء
النقص في الفيتامين ج قد يؤدي إلى داء الاسقربوط الذي يعوق التئام الجروح، مما يمكن أن يؤدي إلى القرحة. كما أن النقص في الفيتامين ب12، الزنك والحديد قد تم ربطها بتقرّحات الفم.
المأكولات الحامضية مثل الحمضيات قد تسبب تقرّحات الفم.

## وصلات خارجية
- التهاب الفم القلاعي على مشروع الدليل المفتوح